# Křečhoř
Křečhoř – gmina w Czechach, w powiecie Kolín, w kraju środkowoczeskim. Według danych z dnia 1 stycznia 2013 liczyła 440 mieszkańców.

## O gminie
Gmina Křečhoř składa się z:
- Křečhoř,
- Bříštví,
- Kamhájek,
- i Kutlíře.

Gmina leży na zachód od miasta Kolín, niedaleko drogi 1/12. Najstarsza pisemna wzmianka pochodzi z 1295 roku. Mieszkańcy gminy mogą korzystać z usług przedszkola, gospody, sklepów spożywczych i innych mniejszych lokalnych firm.